# 1149 Volga
Az 1149 Volga (ideiglenes jelöléssel 1929 PF) a Naprendszer kisbolygóövében található aszteroida. Jevgenyij Szkvorcov fedezte fel 1929. augusztus 1-én. Nevét Európa leghosszabb és legbővizűbb folyója, a Volga után kapta.